# Matt Schnobrich
Matthew „Matt“ Roman Schnobrich (* 12. November 1978 in Minneapolis) ist ein ehemaliger Ruderer aus den Vereinigten Staaten, er war 2008 Olympiadritter im Achter.

## Sportliche Karriere
Der 1,96 m große Matt Schnobrich trainierte im Caspersen Training Center in West Windsor.
Bei den Weltmeisterschaften 2005 trat er zusammen mit Patrick O’Dunne im Zweier ohne Steuermann an und belegte als Sieger des C-Finales den 13. Platz. 2006 bei den Weltmeisterschaften in Eton bildete Schnobrich mit Mike Blomquist, Joshua Inman und Brett Newlin den amerikanischen Vierer ohne Steuermann. Die Crew erreichte den vierten Platz mit anderthalb Sekunden Rückstand auf die drittplatzierten Niederländer. Im Jahr darauf traten bei den Weltmeisterschaften in München Beau Hoopman, Matt Schnobrich, Giuseppe Lanzone und Bryan Volpenhein im amerikanischen Vierer an. Sie belegten den achten Platz.
2008 bildeten Wyatt Allen, Micah Boyd, Steven Coppola, Beau Hoopman, Joshua Inman, Matt Schnobrich, Bryan Volpenhein, Daniel Walsh und Steuermann Marcus McElhenney den Achter der Vereinigten Staaten. Bei den Olympischen Spielen in Peking belegte die Crew im Vorlauf den zweiten Platz hinter den Briten und qualifizierte sich als Sieger des Hoffnungslaufs für das Finale. Dort siegten die Kanadier mit über eine Sekunde Vorsprung vor den Briten. Mit 0,23 Sekunden Rückstand auf die Briten gewann der US-Achter die Bronzemedaille.